# Ras superfamilija
Ras superfamilija je proteinska superfamilija malih GTPaza, koje su međusobno srodne u izvesnoj meri sa Ras potfamilijom. Ključni ljudski članovi su KRAS, , i HRAS.
Postoji više od sto proteina u Ras superfamiliji. Ras superfamilija se deli u osam glavnih familija na osnovu strukture, sekvence i funkcije: ,  ,  , , , Ro, Rheb, Rit, i  . Miro je nedavni dodatak superfamiliji.
Svaka potfamilija ima zajednički osnovni G domen, koji omogućava esencijalne funkcije GTPaze i nukleotidne razmene.
Okružujuća sekvenca pomaže u određivanju funkcionalne specifičnosti malih GTPaza, na primer umetnuta petlja koja je uobičajena kod Ro potfamilije, specifično doprinosi vezivanju za efektorske proteine poput IQGAP-a i WASP-a.
Ras familija je generalno odgovorna za ćelijsku proliferaciju, Ro za ćelijsku morfologiju, Ran za nuklearni transport, a Rab i Arf za vezikularni transport.

## Potfamilije i članovi
Sledeća lista sadrži ljudske proteine koji pripadaju Ras superfamiliji:
| Potfamilija | Funkcija                            | Članovi |
| ----------- | ----------------------------------- | ------- |
|             | ćelijska proliferacija              |         |
| Ro          | citoskeletalna dinamika/morfologija |         |
|             | membranska razmena                  |         |
|             | Ćelijska adhezija                   |         |
|             | vesicular transport                 |         |
|             | nukleusni transport                 |         |
|             | put                                 |         |
|             |                                     |         |
|             |                                     |         |
|             | mitochondrial transport             |         |

Neklasifikovani: